# Controller Pak
El Controller Pak (en japonés: コントローラパック, romanizado: Kontorōra Pakku) es un accesorio compatible para la consola Nintendo 64, es una unidad de memoria comparable a los accesorios similares de su competencia directa, la PlayStation y el Sega Saturn.
Algunos juegos permiten guardar partidas del juego en el Controller Pak que se pone atrás del mando del Nintendo 64 (como también se agregan el Rumble Pak y el Transfer Pak).
El Controller Pak fue también utilizado como una manera para cambiar partidas entre un Nintendo 64 a otro porque la información se guarda en el cartucho y no puede ser transferida a otro.
El formato del cartucho tiene guardado en la misma pila por eso pocos juegos utilizan el Controller Pak. Algunos juegos permiten grabar opcionalmente datos en el Controller Pak si es demasiado grande la información para almacenar en el cartucho, como en Mario Kart 64 que utiliza 121 páginas para almacenar los datos del corredor fantasma (el juego permitía guardar tu mejor vuelta en los circuitos para más tarde competir contra ti mismo en forma de corredor fantasma).
Aunque el Nintendo 64 carece de un programa para organizar los datos guardados de los juegos compatibles con el Controller Pak, si mientras se enciende y se carga el juego se mantiene presionado el botón start permite acceder a un gestor de partidas que contiene el cartucho (creado por el desarrollador del juego).
El Controller Pak estándar contenía una memoria de 256 KB el cual se dividía en 123 "páginas". Más tarde aparecieron tarjetas de mayor capacidad, muchas de ellas producidas por terceras compañías, que tenían una memoria de uno a cuatro MB.
- Datos: Q1751604
- Multimedia: Controller Pak / Q1751604